# قراصنة الكاريبي: أساطير رابطة الأخوة
قراصنة الكاريبي: أساطير رابطة الأخوة هي سلسة من روايات الأطفال من تأليف تيو تي ساذرلاند والتي كتبها تحت اسم مستعار مشترك وهو روب كيد، ولقد ورد فيها بالتفصيل عن مغامرات القبطان جاك سبارو عندما كان شاباً بعد وقوع عِدة أحداث له، إذ أن تلك الأحداث في الرواية جرت قبل ثلاثة عشر سنة من وقوع أحداث «لعنة اللؤلؤة السوداء (Black Pearl)».

## الشخصيات
- القبطان جاك سبارو - سيد القراصنة في البحر الكاريبي وقبطان سفينة اللؤلؤة السوداء (Black Pearl)، ويعتبر جاك سبارو اصغر قائد قراصنة انضم إلى رابطة الأخوة، وكان في أوائل العشرينات من عمره إلى ان انتصفها، وهو مغازل يسحر النساء بكلامه ومحتال ماكر يستخدم الكلمات أكثر من القتال، وبالرغم من ذلك فهو ماهر في كلا النوعين من القتال، وفي أجزاء الرواية كانت تطارده الكوابيس والظلال الخارقة والأمراض الغامضة من قبل ملك الظل ولقد كان امل جاك هو العثور على قوارير الظل الذهبية والتي ستعالج كل اللعنات التي ألقاها عليه ملك الظل.
- هكتور باربوسا - أول من قابل سبارو والذي في وقت لاحق تمرد عليه في فصل لعنة اللؤلؤة السوداء من الرواية. ولقد كان منتقداً ويرى نفسه منافساً لجاك، وفي تلك السلسلة كان يفكر في احيانٍ كثيرة حول كيفية تمرده، وقد كان يُعرف هن باربوسا حس الموضة المزخرفة، وكان هذا سبب اختيار سبارو له.
- الأميرة كارولينا - هربت الأميرة الإسبانية المتشبهه بالصبيان ذات الخمسة عشر عاما مع دييقو، رجل الإسطبل الخاص بها، وذلك لأجل الهرب من زواج رُتب لها من حاكم والذي عُرف عنه بأنه عجوز وقاسي، وقد اهتمت على الفور بحياة القراصنة وتناغمت تماما مع طاقم سفينة اللؤلؤة السوداء (Black Pearl), وكانت هي ومارسيلا تتنافستان بشدة من أجل الفوز بقلب دييقو، وكانت معجبة بالقراصنة النساء وبالأخص المشهورات والناجحات منهن، واهتمت لحماية الناس وبالتحديد طاقم اللؤلؤة (Pearl) وكانت تلح دوماً على اسياد القراصنة ان يحذروا من سيد الظل والخطر الذي يمثله.
- دييقو دي ليون - المزارع صاحب الإسطبل البالغ من العمر خمسة عشر عاما (تقريبا) من اسبانيا والذي ساعد كارولينا على الهرب والتخلص من مصيرها كزوجة بئيسة لحاكم، وهو مهتم بها لدرجة انه قد يفعل كل ما بوسعه لإرضائها، وقد كان واجهة الحب في المسلسل، حيث ان كلا من كارولينا ومارسيلا تتنافسان من اجل الظفر بحبه.
- جان ماجيلور - أبحر مع جاك في مغامراته على سفينة بارناكل (Barnacle) وهو صديق مقرب لجاك.
- مارسيلا ماجيلور - بنت عم جان (وربما تكون اخته وهو الأكيد) وقد كانت تتصرف بطرق غريبة للأطوار مثل حب الأسماك (فربما هي من أعراض ان تكون قطه) وهي تحاول ان تظفر بحب دييقو - وهي تحب السيد جوكارد.
- السيد جوكارد - (جامبو) - كان عبدا سابقا حتى التحق بطاقم جاك، وعندها أصبح قائد القراصنة في المحيط الأطلسي، واتخذ من اسم سيده اسما له (السيد جوكارد).
- بيلي تيرنر ( بوتستراب بيل) - كان من أعضاء طاقم جاك الأصليين، وهو متزوج ويرغب فقط بالعودة للمنزل من أجل عائلته.
- المعضلة شين - كان دائما في حالة سكر، ولا يستفاد منه ابدا.
- سيد الظل - كيميائي شرير والذي يريد إبادة اسياد القراصنة في رابطة الأخوة، وقد كُشفت شخصيته في اخر فصل في السلسلة على انه في الواقع قرصان سابق واسمه هنري مورقان، والذي بقي عقودا على قيد الحياة بعد فترة من وفاته.
- تيا دلما - كاهنة الفودو (ولقد تم تسميتها لاحقا ب كاليبسو، وذلك يعني آلهة المحيط في الفصل: نهايه العالم من الرواية).[2]
- ادواردو فيلانويفا - سيد القراصنة في البحر الأدرياتيكي، والذي ابرم صفقة مع الحكومة الاسبانية لفرض سيطرته الكاملة على البحر الكاريبي.
- سو فنغ - سيد القراصنة في بحر الصين الجنوبي.
- عشيقة تشيتغ - سيدة القراصنة في المحيط الهادئ.
- سري سومباجي أنجريا - سيد القراصنة في المحيط الهندي.
- القرصان عمند - سيد القراصنة في البحر الأسود.
- كابيتين شوفالي - سيد القراصنة في البحر الأبيض المتوسط.

## السفن
- اللؤلؤة السوداء (Black Pearl) - سابقا Wicked Wench ، وهي أسرع سفينة في البحر الكاريبي.
- سنتوريون (Centurion) - سفينة قراصنة وكابتنها فيلانويفا.
- الحارسة (Ranger) - سفينة قراصنة للسيد جوكارد.
- الإمبراطورة (Empress) - سفينة قراصنة السيد ساو فنغ.
- صاحبة العظمة الطاووس (HMS Peacock) - سفينة القائد بنديكت هنتنقتون.

## العناصر السحرية
- ذهب الظل (Shadow Gold) - سائل خاص صنع بواسطة ملك الظل Shadow Lord.

## المنظمات
- رابطة الأخوة - هي منظمة مكونة من تسع أسياد للقراصنة واتباعهم، وهو مجلس يحكم القراصنة في جميع أنحاء العالم في حالات الطوارئ.
- جيش الظلال - جيش سيد الظل (Shadow Lord).
- شركة الهند الشرقية للتجارة - شركة ذائعة الصيت في الهند الشرقية.
- السلطة الرابعة - وهي نقابة لصوص في فرنسا.
- القوات البحرية الملكية الأسبانية.

## القصة
جيش الظلال حشد جنوده لغاية واحدة ألا وهي تدمير أسياد القراصنة تنفيذا لإرادة سيدهم سيد الظل (Shadow Master) - وهو الكيميائي الذي صنع مشروب الذهب الخاص به والذي يمنحه قوة لا نظير لها، ولكن العرافة تيا دلما لديها خطط لحماية أسياد القراصنة ولن تسمح ابد ان يتم إبادتهم، فلذلك استدعت الرجل الوحيد الذي يمكنه قلب التيار لصالحها ---وهو القبطان جاك سبارو.

## روابط خارجية
- Pirates of the Caribbean: Legends of the Brethren Court at the Pirates of the Caribbean wiki